# Eurocup 2008-09
La Eurocup 2008-09 fue la séptima edición de la segunda competición continental organizada por la ULEB. La competición se renombró, heredando el nombre de la competición organizada por FIBA Europa, Eurocup en lo que puede denominarse la "reconciliación" del baloncesto europeo.
Participaron 32 equipos en esta temporada, 24 de ellos obtuvieron la clasificación de forma directa, teniendo que disputar los 8 equipos restantes 2 rondas previas para clasificarse a la competición. Los equipos eliminados en la fase previa disputaron la FIBA EuroChallenge, organizada por FIBA Europa.
La fase final se disputó en régimen de concentración, con formato de Final a 8 (Final Eight). Se jugó entre los días 2 y 5 de abril de 2009 en Turín, Italia.

## Equipos participantes
| País            | N.º | Equipos                                                                       |
| --------------- | --- | ----------------------------------------------------------------------------- |
| Rusia           | 5   | BC Khimki, Dynamo Moscow, Ural Great Perm, BC Triumph Lyubertsy y UNICS Kazan |
| Francia         | 4   | ASVEL Lyon-Villeurbanne, Chorale Roanne, STB Le Havre y Cholet Basket         |
| España          | 4   | Iurbentia Bilbao, Kalise Gran Canaria , Pamesa Valencia y Cajasol             |
| Grecia          | 3   | Aris Thessaloniki, Maroussi Costa Coffee y Panellinios GS                     |
| Serbia          | 3   | Crvena Zvezda, FMP Železnik y Hemofarm Stada                                  |
| Alemania        | 3   | Telekom Baskets Bonn, Artland Dragons y Brose Baskets                         |
| Turquía         | 3   | Beşiktaş Cola Turka, Türk Telekom y Galatasaray Café Crown                    |
| Italia          | 2   | Benetton Treviso y Fortitudo Bologna                                          |
| Letonia         | 2   | ASK Riga y Barons/LMT Riga                                                    |
| Polonia         | 2   | Turów Zgorzelec y Energa Czarni Słupsk                                        |
| Bélgica         | 1   | Spirou Charleroi                                                              |
| Bulgaria        | 1   | Lukoil Akademik                                                               |
| Croacia         | 1   | KK Zadar                                                                      |
| Israel          | 1   | Bnei HaSharon                                                                 |
| Lituania        | 1   | Lietuvos Rytas                                                                |
| Montenegro      | 1   | Budućnost Podgorica                                                           |
| República Checa | 1   | ČEZ Nymburk                                                                   |
| Ucrania         | 1   | Azovmash Mariupol                                                             |

## Formato de Competición
En esta edición de la ULEB Eurocup participan un total de 32 equipos, 24 de ellos se clasificaron de forma directa y 8 de ellos obtuvieron su plaza tras superar la Ronda Previa. La Fase Regular comienza en noviembre de 2008

### Fase Previa

#### Primera Eliminatoria
Participan 14 equipos. Se disputan a doble partido (ida-vuelta). Los 7 ganadores pasan a la Segunda Eliminatoria.

#### Segunda Eliminatoria
Participan 16 equipos. Se disputan a doble partido (ida-vuelta). Los 8 ganadores obtienen su clasificación para la Eurocup 2008-09.

### Fase Regular
Los 32 equipos participantes se dividen en 8 grupos (cada grupo de 4 equipos) disputando una liguilla a dos vueltas. Los 2 equipos mejor clasificados de cada grupo avanzan al Last 16.

### Last 16
Los 16 equipos participantes se dividen en 4 grupos (cada grupo de 4 equipos) disputando una liguilla a dos vueltas. Los 2 equipos mejor clasificados de cada grupo avanzan a la Final Eight.

### Final Eight

#### Cuartos de final
Los vencedores de los cuartos de final avanzan hacia las semifinales. Las eliminatorias de disputan a partido único.

#### Semifinales
Los vencedores de las semifinales pasan hacia la final. Se disputan a partido único (Final a 8).

#### Final
La final se disputa a partido único. El ganador se proclama Campeón de la Eurocup 2008/09 y obtiene plaza en la próxima edición de la Euroliga 2009/10.

## Fase Previa

### Primera Eliminatoria
| Equipo local (ida)           | Dif     | Equipo visitante (ida) | Ida   | Vuelta |
| ---------------------------- | ------- | ---------------------- | ----- | ------ |
| BC Šiauliai                  | 136-167 | Galatasaray Café Crown | 73-73 | 94-63  |
| EclipseJet MyGuide Amsterdam | 133-143 | FMP Železnik           | 66-60 | 83-67  |
| Energa Czarni Słupsk         | 126-151 | UNICS Kazan            | 76-62 | 89-50  |
| Allianz Swans Gmunden        | 146-139 | Tartu Ülikool/Rock     | 86-64 | 75-60  |
| Panellinios GS               | 154-124 | Telekom Bonn           | 69-54 | 70-85  |
| Triumph Lyubertsy            | 147-159 | Base Oostende          | 78-78 | 81-69  |
| ASK Riga                     | 142-137 | Cholet Basket          | 69-62 | 75-73  |

### Segunda Eliminatoria
| Equipo local (ida)     | Dif     | Equipo visitante (ida) | Ida   | Vuelta |
| ---------------------- | ------- | ---------------------- | ----- | ------ |
| Galatasaray Café Crown | 147-176 | Budućnost Podgorica    | 85-83 | 93-62  |
| FMP Železnik           | 138-118 | Ural Great             | 69-61 | 57-69  |
| UNICS Kazan            | 161-142 | Hapoel Jerusalem       | 88-66 | 76-73  |
| Allianz Swans Gmunden  | 163-178 | Crvena Zvezda          | 82-82 | 96-81  |
| Panellinios GS         | 168-165 | BC Kiev                | 96-69 | 96-72  |
| Base Oostende          | 168-172 | STB Le Havre           | 84-85 | 83-88  |
| Benetton Fribourg      | 125-195 | Kalise Gran Canaria    | 64-92 | 103-61 |
| ASK Riga               | 151-134 | Cajasol                | 83-69 | 65-68  |

## Fase Regular

### Grupo A
|    | Equipo                | Jug | G | P | PF  | PC  | Dif |
| -- | --------------------- | --- | - | - | --- | --- | --- |
| 1. | Maroussi Costa Coffee | 6   | 4 | 2 | 493 | 468 | 25  |
| 2. | KK Zadar              | 6   | 4 | 2 | 505 | 480 | 25  |
| 3. | ASK Riga              | 6   | 3 | 3 | 496 | 478 | 18  |
| 4. | Chorale Roanne        | 6   | 1 | 5 | 430 | 498 | -68 |

### Grupo B
|    | Equipo          | Jug | G | P | PF  | PC  | Dif |
| -- | --------------- | --- | - | - | --- | --- | --- |
| 1. | UNICS Kazan     | 6   | 6 | 0 | 488 | 435 | 53  |
| 2. | Dynamo Moscow   | 6   | 4 | 2 | 492 | 442 | 50  |
| 3. | Barons/LMT Riga | 6   | 1 | 5 | 443 | 489 | -46 |
| 4. | Lukoil Akademik | 6   | 1 | 5 | 454 | 511 | -57 |

### Grupo C
|    | Equipo              | Jug | G | P | PF  | PC  | Dif |
| -- | ------------------- | --- | - | - | --- | --- | --- |
| 1. | BC Khimki           | 6   | 5 | 1 | 459 | 400 | 59  |
| 2. | Benetton Treviso    | 6   | 4 | 2 | 478 | 443 | 35  |
| 3. | Beşiktaş Cola Turka | 6   | 3 | 3 | 459 | 471 | -12 |
| 4. | STB Le Havre        | 6   | 0 | 6 | 413 | 495 | -82 |

### Grupo D
|    | Equipo            | Jug | G | P | PF  | PC  | Dif |
| -- | ----------------- | --- | - | - | --- | --- | --- |
| 1. | Türk Telekom      | 6   | 4 | 2 | 393 | 344 | 49  |
| 2. | Panellinios GS    | 6   | 3 | 3 | 453 | 435 | 18  |
| 3. | Aris Thessaloniki | 6   | 3 | 3 | 457 | 459 | -2  |
| 4. | Bnei HaSharon     | 6   | 2 | 4 | 362 | 427 | -65 |

### Grupo E
|    | Equipo                  | Jug | G | P | PF  | PC  | Dif |
| -- | ----------------------- | --- | - | - | --- | --- | --- |
| 1. | Azovmash Mariupol       | 6   | 4 | 2 | 484 | 472 | 12  |
| 2. | Lietuvos Rytas          | 6   | 3 | 3 | 491 | 465 | 26  |
| 3. | ASVEL Lyon-Villeurbanne | 6   | 3 | 3 | 475 | 514 | -39 |
| 4. | Kalise Gran Canaria     | 6   | 2 | 4 | 481 | 480 | 1   |

### Grupo F
|    | Equipo           | Jug | G | P | PF  | PC  | Dif |
| -- | ---------------- | --- | - | - | --- | --- | --- |
| 1. | Spirou Charleroi | 6   | 5 | 1 | 485 | 415 | 70  |
| 2. | Crvena Zvezda    | 6   | 5 | 1 | 490 | 425 | 65  |
| 3. | Turów Zgorzelec  | 6   | 2 | 4 | 411 | 453 | -42 |
| 4. | Brose Baskets    | 6   | 0 | 6 | 340 | 433 | -93 |

### Grupo G
|    | Equipo            | Jug | G | P | PF  | PC  | Dif |
| -- | ----------------- | --- | - | - | --- | --- | --- |
| 1. | Pamesa Valencia   | 6   | 6 | 0 | 497 | 414 | 83  |
| 2. | Artland Dragons   | 6   | 3 | 3 | 464 | 495 | -31 |
| 3. | Fortitudo Bologna | 6   | 2 | 4 | 470 | 457 | 13  |
| 4. | FMP Železnik      | 6   | 1 | 5 | 398 | 463 | -65 |

### Grupo H
|    | Equipo              | Jug | G | P | PF  | PC  | Dif |
| -- | ------------------- | --- | - | - | --- | --- | --- |
| 1. | Iurbentia Bilbao    | 6   | 6 | 0 | 481 | 411 | 70  |
| 2. | Hemofarm Stada      | 6   | 3 | 3 | 441 | 469 | -28 |
| 3. | ČEZ Nymburk         | 6   | 2 | 4 | 446 | 482 | -36 |
| 4. | Budućnost Podgorica | 6   | 1 | 5 | 419 | 425 | -6  |

## Last 16

### Grupo I
|    | Equipo                | Jug | G | P | PF  | PC  | Dif |
| -- | --------------------- | --- | - | - | --- | --- | --- |
| 1. | Dynamo Moscow         | 6   | 6 | 0 | 492 | 442 | 50  |
| 2. | BC Khimki             | 6   | 3 | 3 | 479 | 457 | 22  |
| 3. | Maroussi Costa Coffee | 6   | 2 | 4 | 443 | 470 | -27 |
| 4. | Panellinios GS        | 6   | 1 | 5 | 467 | 512 | -45 |

### Grupo J
|    | Equipo           | Jug | G | P | PF  | PC  | Dif |
| -- | ---------------- | --- | - | - | --- | --- | --- |
| 1. | Benetton Treviso | 6   | 5 | 1 | 493 | 458 | 35  |
| 2. | KK Zadar         | 6   | 3 | 3 | 497 | 513 | -16 |
| 3. | UNICS Kazan      | 6   | 3 | 3 | 465 | 414 | 51  |
| 4. | Türk Telekom     | 6   | 1 | 5 | 452 | 522 | -70 |

### Grupo K
|    | Equipo            | Jug | G | P | PF  | PC  | Dif |
| -- | ----------------- | --- | - | - | --- | --- | --- |
| 1. | Pamesa Valencia   | 6   | 4 | 2 | 450 | 436 | 14  |
| 2. | Hemofarm Stada    | 6   | 4 | 2 | 460 | 428 | 32  |
| 3. | Azovmash Mariupol | 6   | 3 | 3 | 477 | 457 | 20  |
| 4. | Crvena Zvezda     | 6   | 1 | 5 | 437 | 503 | -66 |

### Grupo L
|    | Equipo           | Jug | G | P | PF  | PC  | Dif |
| -- | ---------------- | --- | - | - | --- | --- | --- |
| 1. | Iurbentia Bilbao | 6   | 4 | 2 | 449 | 415 | 34  |
| 2. | Lietuvos Rytas   | 6   | 4 | 2 | 467 | 406 | 61  |
| 3. | Spirou Charleroi | 6   | 3 | 3 | 453 | 473 | -20 |
| 4. | Artland Dragons  | 6   | 1 | 5 | 441 | 516 | -75 |

## Final Eight
|  | Cuartos de final | Cuartos de final |                  |                | Semifinales | Semifinales |  |                | Final      | Final      |  |
|  | 2-3 de abril     | 2-3 de abril     |                  |                | 4 de abril  | 4 de abril  |  |                | 5 de abril | 5 de abril |  |
|  |                  |                  |                  |                |             |             |  |                |            |            |  |
|  |                  |                  |                  |                |             |             |  |                |            |            |  |
|  | Dynamo Moscow    | 85               |                  |                |             |             |  |                |            |            |  |
|  | Dynamo Moscow    | 85               |                  |                |             |             |  |                |            |            |  |
|  | Hemofarm Stada   | 93               |                  |                |             |             |  |                |            |            |  |
|  | Hemofarm Stada   | 93               |                  | Hemofarm Stada | 68          |             |  |                |            |            |  |
|  |                  |                  |                  | Hemofarm Stada | 68          |             |  |                |            |            |  |
|  |                  |                  | Lietuvos Rytas   | 73             |             |             |  |                |            |            |  |
|  | Benetton Treviso | 79               | Lietuvos Rytas   | 73             |             |             |  |                |            |            |  |
|  | Benetton Treviso | 79               |                  |                |             |             |  |                |            |            |  |
|  | Lietuvos Rytas   | 85               |                  |                |             |             |  |                |            |            |  |
|  | Lietuvos Rytas   | 85               |                  |                |             |             |  | Lietuvos Rytas | 80         |            |  |
|  |                  |                  |                  |                |             |             |  | Lietuvos Rytas | 80         |            |  |
|  |                  |                  | BC Khimki        | 74             |             |             |  |                |            |            |  |
|  | Pamesa Valencia  | 73               | BC Khimki        | 74             |             |             |  |                |            |            |  |
|  | Pamesa Valencia  | 73               |                  |                |             |             |  |                |            |            |  |
|  | BC Khimki        | 76               |                  |                |             |             |  |                |            |            |  |
|  | BC Khimki        | 76               |                  | BC Khimki      | 79          |             |  |                |            |            |  |
|  |                  |                  |                  | BC Khimki      | 79          |             |  |                |            |            |  |
|  |                  |                  | Iurbentia Bilbao | 73             |             |             |  |                |            |            |  |
|  | Iurbentia Bilbao | 76               | Iurbentia Bilbao | 73             |             |             |  |                |            |            |  |
|  | Iurbentia Bilbao | 76               |                  |                |             |             |  |                |            |            |  |
|  | KK Zadar         | 67               |                  |                |             |             |  |                |            |            |  |
|  | KK Zadar         | 67               |                  |                |             |             |  |                |            |            |  |
|  |                  |                  |                  |                |             |             |  |                |            |            |  |

| Campeón de la Eurocup 2008-09 |
| ----------------------------- |
| Lietuvos Rytas Segundo título |

## Plantilla del club vencedor

### Lietuvos Rytas2008-09
| #  | Nombre                | Altura | Pos | Nacimiento |
| -- | --------------------- | ------ | --- | ---------- |
| 5  | Steponas Babrauskas   | 1.97   | E   | 20/06/1984 |
| 8  | Mindaugas Lukauskis   | 1.98   | E   | 19/05/1979 |
| 9  | Marius Prekevičius    | 1.95   | E   | 22/04/1984 |
| 11 | Milko Bjelica         | 2.07   | AP  | 04/06/1984 |
| 12 | Michailas Anisimovas  | 2.16   | P   | 11/11/1984 |
| 13 | Chuck Eidson          | 2.02   | A   | 10/11/1980 |
| 14 | Donatas Zavackas      | 2.03   | A   | 23/04/1980 |
| 15 | Marijonas Petravičius | 2.07   | P   | 24/10/1979 |
| 21 | Artūras Jomantas      | 1.99   | A   | 04/05/1985 |
| 22 | Justas Sinica         | 2.03   | AP  | 31/05/1985 |
| 31 | Martynas Gecevičius   | 1.93   | B   | 16/05/1988 |
| 41 | Lukas Brazdauskis     | 2.03   | AP  | 01/10/1988 |
| 55 | Evaldas Dainys        | 1.80   | B   | 29/09/1982 |
|    | Rimas Kurtinaitis     |        | ENT | 15/05/1960 |

## Nominaciones

### Premios Individuales
| Premio              | Nombre                | Equipo           |
| ------------------- | --------------------- | ---------------- |
| MVP de la final     | Marijonas Petravičius | Lietuvos Rytas   |
| MVP de la temporada | Chuck Eidson          | Lietuvos Rytas   |
| Estrella emergente  | Milan Mačvan          | Hemofarm Stada   |
| Mejor entrenador    | Oktay Mahmuti         | Benetton Treviso |

### Primer equipo ideal
| Posición  | Jugador         | Equipo           |
| --------- | --------------- | ---------------- |
| Base      | Chuck Eidson    | Lietuvos Rytas   |
| Escolta   | Kelly McCarty   | BC Khimki        |
| Alero     | Boštjan Nachbar | Dynamo Moscow    |
| Ala-Pívot | Todor Gečevski  | KK Zadar         |
| Pívot     | Marko Banić     | Iurbentia Bilbao |

### Segundo equipo ideal
| Posición  | Jugador        | Equipo            |
| --------- | -------------- | ----------------- |
| Base      | Khalid El-Amin | Azovmash Mariupol |
| Escolta   | Gary Neal      | Benetton Treviso  |
| Alero     | Travis Hansen  | Dynamo Moscow     |
| Ala-Pívot | Matt Nielsen   | Pamesa Valencia   |
| Pívot     | Sandro Nicević | Benetton Treviso  |

### Jugador de la Semana
| Jornada      | Jugador               | Equipo                | Val. |
| ------------ | --------------------- | --------------------- | ---- |
| F.Regular J1 | Sandro Nicević        | Benetton Treviso      | 35   |
| F.Regular J2 | Travis Hansen         | Dynamo Moscow         | 30   |
| F.Regular J3 | Ivan Radenović        | Panellinios GS        | 39   |
| F.Regular J4 | Stefan Marković       | Hemofarm Stada        | 43   |
| F.Regular J5 | Mire Chatman          | Beşiktaş Cola Turka   | 41   |
| F.Regular J6 | Loukas Mavrokefalidis | Maroussi Costa Coffee | 34   |
| Last 16 J1   | Andreas Glyniadakis   | Maroussi Costa Coffee | 29   |
| Last 16 J2   | Len Matela            | Spirou Charleroi      | 26   |
| Last 16 J3   | Chuck Eidson          | Lietuvos Rytas        | 37   |
| Last 16 J4   | Timoféi Mozgov        | BC Khimki             | 28   |
| Last 16 J4   | Kelly McCarty         | BC Khimki             | 28   |
| Last 16 J5   | Kelly McCarty         | BC Khimki             | 35   |
| Last 16 J5   | Khalid El-Amin        | Azovmash Mariupol     | 35   |
| Last 16 J6   | Marko Banić           | Iurbentia Bilbao      | 35   |

## Estadísticas individuales
| Categoría                  | Jugador         | Equipo            | Media  | Partidos | Total |
| -------------------------- | --------------- | ----------------- | ------ | -------- | ----- |
| Valoración                 | Chuck Eidson    | Lietuvos Rytas    | 21,27  | 15       | 319   |
| Puntos por partido         | Khalid El-Amin  | Azovmash Mariupol | 17,91  | 11       | 197   |
| Rebotes por partido        | Judson Wallace  | Benetton Treviso  | 7,38   | 13       | 96    |
| Asistencias por partido    | Khalid El-Amin  | Azovmash Mariupol | 5,27   | 11       | 58    |
| Tapones por partido        | Serhiy Lishchuk | Azovmash Mariupol | 1,55   | 11       | 17    |
| Recuperaciones por partido | Dijon Thompson  | Azovmash Mariupol | 2,17   | 12       | 26    |
| Porcentaje de tiros libres | Khalid El-Amin  | Azovmash Mariupol | 96,97% | 11       | 32/33 |
| Porcentaje de tiros de 2   | Andre Riddick   | Spirou Charleroi  | 75,00% | 12       | 30/40 |
| Porcentaje de Tiros de 3   | Jānis Blūms     | Iurbentia Bilbao  | 56,10% | 14       | 23/41 |
| Pérdidas                   | Boštjan Nachbar | Dynamo Moscow     | 3,38   | 13       | 44    |

| Predecesor: Temporada 2007-08 | Eurocup 2008-09 | Sucesor: Temporada 2009-10 |